# Geoffrey Rowland
Geoffrey Rowland, baliw wyspy Guernsey od 15 czerwca 2005. 
Wcześniej, od października 2002 zajmował stanowisko zastępcy baliwa.